# Godzilla

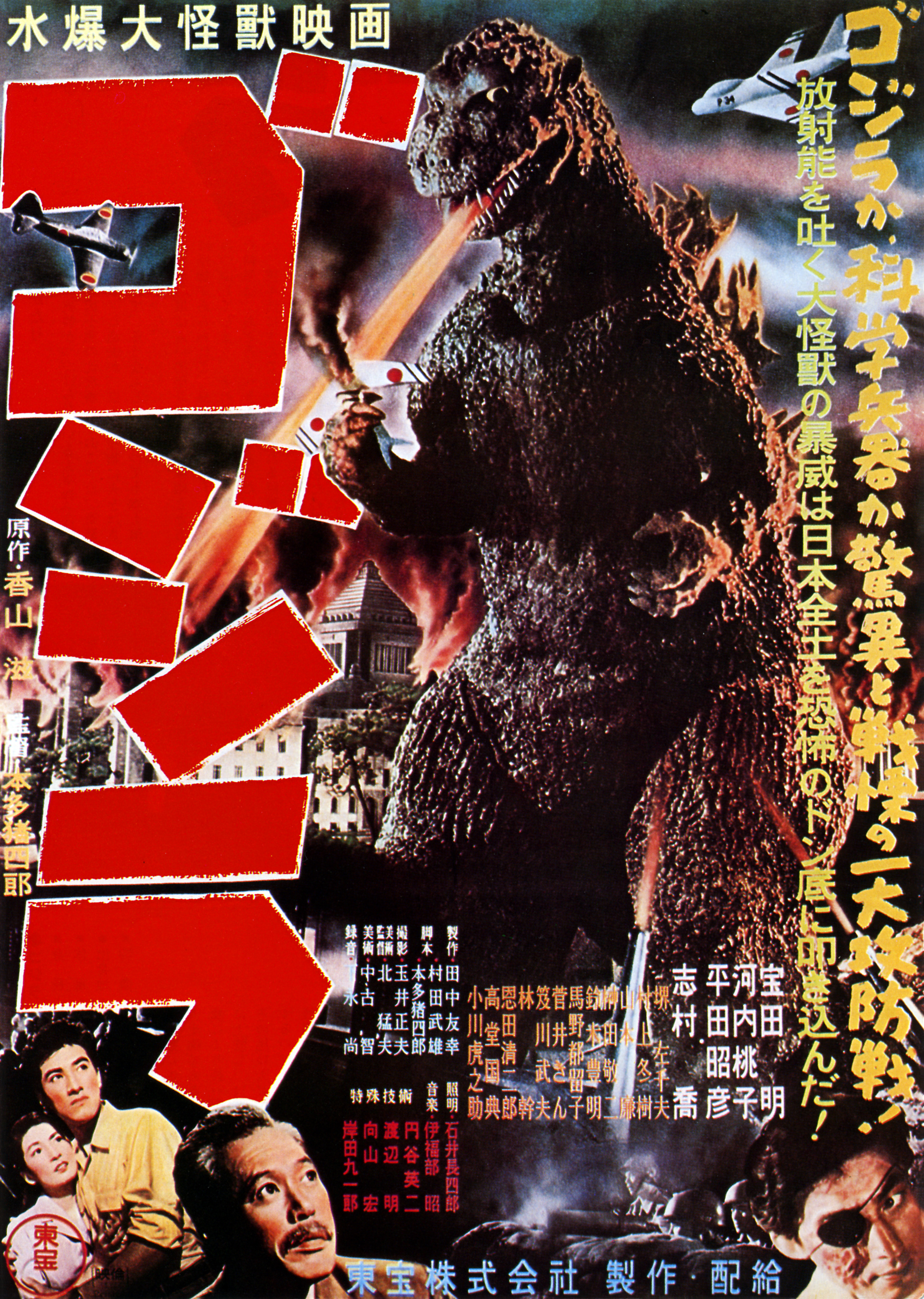
Afişul primului film, apărut în 1954

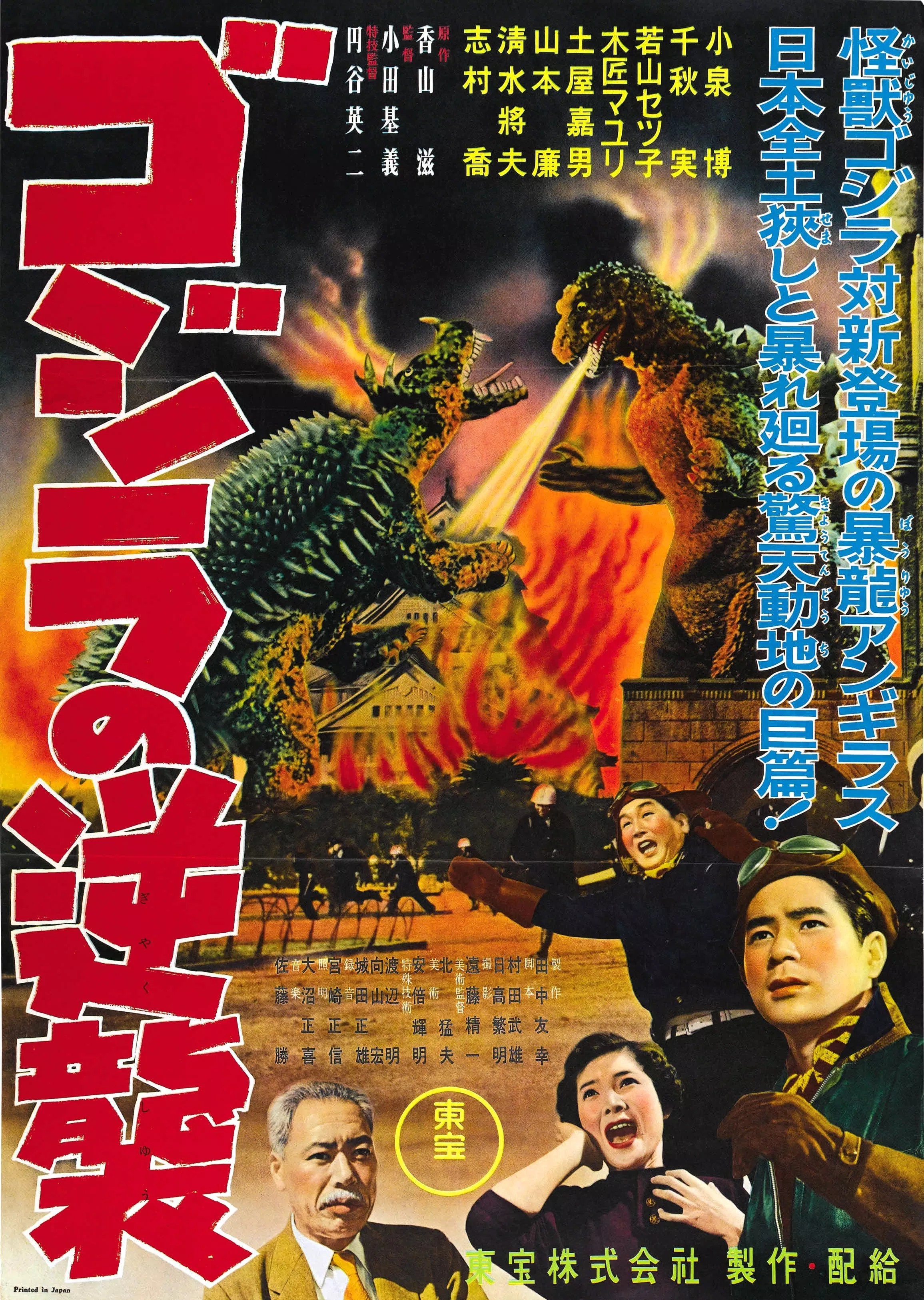
Afişul filmului Godzilla Raids Again,1955

Godzilla (ゴジラ Gojira?) este un personaj fictiv reprezentat ca un monstru gigant sau kaiju. Pentru prima oară a apărut într-o serie japoneză de filme tokusatsu.

## Etimologie
Gojira este o combinație a două cuvinte japoneze: gorira (ja. ゴリラ) (ro. "gorilă"), și kujira (ja. くじら) (ro. "balena"), unite împreună pentru că într-o prima faza Godzilla era descrisă ca o încrucișare dintr-o gorilă și o balenă.

## Gojira,1954
- Regia: Ishirō Honda
- Producător: Tomoyuki Tanaka
- Scenariști: Shigeru Kayama, Ishirō Honda, Takeo Murata
- Rolurile principale: 
  - Akira Takarada
  - Momoko Kōchi
  - Akihiko Hirata
  - Takashi Shimura
  - Haruo Nakajima
  - Katsumi Tezuka
- Coloana sonoră: Akira Ifukube
- Distribuitor:	Toho
- Premiera 3 noiembrie 1954,  Japonia
- Durata: 98 min.
- Țara:  Japonia
- Limba: japoneză
- Buget: 1.000.000 dolari americani

## Listă de filme
| Titlul oficial                                                    | Anul | Regizor          | Efecte speciale  | Denumirea în limba engleză                                       | Denumirea în limba română        |
| ----------------------------------------------------------------- | ---- | ---------------- | ---------------- | ---------------------------------------------------------------- | -------------------------------- |
| Godzilla                                                          | 1954 | Ishiro Honda     | Eiji Tsuburaya   | Godzilla, King of the Monsters!                                  | Godzilla, regele monștrilor      |
| Godzilla Raids Again                                              | 1955 | Motoyoshi Oda    | Eiji Tsuburaya   | Gigantis, the Fire Monster                                       | Godzilla, monstrul focului       |
| King Kong vs. Godzilla                                            | 1962 | Ishiro Honda     | Eiji Tsuburaya   |                                                                  |                                  |
| Mothra vs. Godzilla                                               | 1964 | Ishiro Honda     | Eiji Tsuburaya   | Godzilla vs. the Thing, Godzilla vs. Mothra                      |                                  |
| Ghidorah, the Three-Headed Monster                                | 1964 | Ishiro Honda     | Eiji Tsuburaya   | Ghidrah, the Three-Headed Monster                                | Ghidrah, monstrul cu trei capete |
| Invasion of Astro-Monster                                         | 1965 | Ishiro Honda     | Eiji Tsuburaya   | Monster Zero, Godzilla vs. Monster Zero                          |                                  |
| Godzilla vs. the Sea Monster                                      | 1966 | Jun Fukuda       | Sadamasa Arikawa | Ebirah, Horror of the Deep                                       |                                  |
| Son of Godzilla                                                   | 1967 | Jun Fukuda       | Sadamasa Arikawa |                                                                  |                                  |
| Destroy All Monsters                                              | 1968 | Ishiro Honda     | Sadamasa Arikawa |                                                                  |                                  |
| All Monsters Attack                                               | 1969 | Ishiro Honda     | Ishiro Honda     | Godzilla's Revenge                                               |                                  |
| Godzilla vs. Hedorah                                              | 1971 | Yoshimitsu Banno | Teruyoshi Nakano | Godzilla vs. the Smog Monster                                    |                                  |
| Godzilla vs. Gigan                                                | 1972 | Jun Fukuda       | Teruyoshi Nakano | Godzilla on Monster Island                                       |                                  |
| Godzilla vs. Megalon                                              | 1973 | Jun Fukuda       | Teruyoshi Nakano |                                                                  |                                  |
| Godzilla vs. Mechagodzilla                                        | 1974 | Jun Fukuda       | Teruyoshi Nakano | Godzilla vs. the Cosmic Monster, Godzilla vs. the Bionic Monster |                                  |
| Terror of Mechagodzilla                                           | 1975 | Ishiro Honda     | Teruyoshi Nakano | The Terror of Godzilla                                           |                                  |
| The Return of Godzilla                                            | 1984 | Koji Hashimoto   | Teruyoshi Nakano | Godzilla 1985                                                    |                                  |
| Godzilla vs. Biollante                                            | 1989 | Kazuki Omori     | Koichi Kawakita  |                                                                  |                                  |
| Godzilla vs. King Ghidorah                                        | 1991 | Kazuki Omori     | Koichi Kawakita  | Godzilla vs. King Ghidora                                        |                                  |
| Godzilla vs. Mothra                                               | 1992 | Takao Okawara    | Koichi Kawakita  | Godzilla and Mothra: The Battle for Earth                        |                                  |
| Godzilla vs. Mechagodzilla II                                     | 1993 | Takao Okawara    | Koichi Kawakita  |                                                                  |                                  |
| Godzilla vs. SpaceGodzilla                                        | 1994 | Kensho Yamashita | Koichi Kawakita  |                                                                  |                                  |
| Godzilla vs. Destoroyah                                           | 1995 | Takao Okawara    | Koichi Kawakita  | Godzilla vs. Destroyer                                           |                                  |
| Godzilla 2000: Millennium                                         | 1999 | Takao Okawara    | Kenji Suzuki     | Godzilla 2000                                                    |                                  |
| Godzilla vs. Megaguirus                                           | 2000 | Masaaki Tezuka   | Kenji Suzuki     |                                                                  |                                  |
| Godzilla, Mothra and King Ghidorah: Giant Monsters All-Out Attack | 2001 | Shusuke Kaneko   | Makoto Kamiya    |                                                                  |                                  |
| Godzilla Against Mechagodzilla                                    | 2002 | Masaaki Tezuka   | Yûichi Kikuchi   |                                                                  |                                  |
| Godzilla: Tokyo S.O.S.                                            | 2003 | Masaaki Tezuka   | Eiichi Asada     |                                                                  |                                  |
| Godzilla: Final Wars                                              | 2004 | Ryuhei Kitamura  | Eiichi Asada     |                                                                  |                                  |

### Filme americane
| # | Titlu                           | An   | Regizor(i)                  | Distribuție           | Licență/Suport media                             |
| - | ------------------------------- | ---- | --------------------------- | --------------------- | ------------------------------------------------ |
| 1 | Godzilla, King of the Monsters! | 1956 | Terry O. Morse Ishirō Honda | None                  | Criterion Collection - DVD/Blu-ray               |
| 2 | Godzilla 1985                   | 1985 | R. J. Kiser Koji Hashimoto  | None                  | New World - VHS Starmaker - VHS Anchor Bay - DVD |
| 3 | Godzilla                        | 1998 | Roland Emmerich             | Baby Zillas           | Sony - DVD/Blu-ray                               |
| 4 | Godzilla                        | 2014 | Gareth Edwards              | "M.U.T.O. Variations" | Warner Bros.                                     |